# Dżafar Hassan
Dżafar Hassan (arab. ‏جعفر حسان‎, ur. 1968) – jordański urzędnik państwowy, dyplomata i polityk. Od 2024 premier Jordanii.

## Życiorys
Ukończył stosunki międzynarodowe na Amerykańskim Uniwersytecie w Paryżu (studia pierwszego stopnia) i na Uniwersytecie Bostońskim (studia drugiego stopnia) oraz administrację publiczną na Uniwersytecie Harvarda. Następnie uzyskał doktorat z zakresu nauk politycznych i ekonomii na Uniwersytecie Genewskim. W 1991 wstąpił do jordańskiej służby dyplomatycznej. Pracował m.in. w jordańskiej stałej misji przy Biurze Narodów Zjednoczonych w Genewie (1995–1999) oraz jako chargé d’affaires ambasady Jordanii w Stanach Zjednoczonych (2001–2006). W latach 2014–2018 i 2021–2024 był dyrektorem biura Jego Królewskiej Mości. W 2018 pełnił funkcje wicepremiera i ministra gospodarki.
15 września 2024, po wyborach parlamentarnych, został powołany przez króla Abdullaha II na stanowisko premiera Jordanii.
Jest żonaty i ma troje dzieci.

## Ordery i odznaczenia
- Wielka Wstęga Orderu Gwiazdy Jordanii(inne języki)
- Komandor Orderu Niepodległości(inne języki) (Jordania)
- Krzyż Wielki Orderu Zasługi (Portugalia)
- Krzyż Wielki Orderu Korony (Belgia)
- Krzyż Wielki Orderu Zasługi Republiki Włoskiej[1]